# Albert Černý (hudebník)
Albert Černý (* 17. února 1989 Třinec) je český zpěvák a kytarista, člen a frontman skupin Charlie Straight (2006–2013) a Lake Malawi (od 2013). V roce 2019 se svou kapelou Lake Malawi reprezentoval Česko na Eurovizi, kde kapela skončila na jedenáctém místě, což je třetí nejlepší výsledek v historii Česka.
V roce 2020 se zúčastnil polského národního kola Eurovize, kde se umístil na 2. místě.

## Život
Chodil do polské základní školy. Po vystudování této školy nastoupil do českého gymnázia v Třinci. Vystudoval překlad angličtiny a tlumočení na Univerzitě Palackého v Olomouci.
Je autorem hudby pro seriál České televize 4teens, jenž byl vysílán v roce 2011. V seriálu rovněž účinkoval. V roce 2013 byl hostem show Karla Šípa Všechnopárty a v roce 2017 pořadu Show Jana Krause.
V lednu 2019 s kapelou Lake Malawi zvítězil v národním kole Česka do Eurovision Song Contest 2019 s písní „Friend of a Friend“, se kterou následně postoupil do finále soutěže. Kapela skončila na jedenáctém místě z 41 zúčastněných zemí, což je třetí nejlepší výsledek Česka v této soutěži.
Jeho manželkou je modelka Barbora Podzimková.